# هاري باتلر
هاري باتلر (بالإنجليزية: Harry Butler)‏ هو محافظ على الطبيعة وعالم بيئة أسترالي، ولد في 25 مارس 1930 في برث في أستراليا، وتوفي بنفس المكان في 11 ديسمبر 2015.

## وصلات خارجية
- هاري باتلر على موقع ميوزك برينز (الإنجليزية)
- هاري باتلر على موقع ديسكوغز (الإنجليزية)